# イオンタウン伊祖
イオンタウン伊祖（いそ）は、沖縄県浦添市伊祖に位置するショッピングセンター。マックスバリュ伊祖店を核に16の専門店が並ぶ。

## 沿革
- 1992年7月23日 - 開店。

## アクセス

### 路線バス
- 浦城小校入口下車、徒歩約3分
  - 55番・牧港線　（琉球バス交通）
  - 56番・浦添線　（琉球バス交通）
  - 91番・城間（南風原）線　（東陽バス）
  - 191番・城間（一日橋）線　（東陽バス）
- 伊祖二丁目下車、徒歩約2分
  - 99番・天久新都心線　（琉球バス交通）